# Galloping Mind
Galloping Mind is een Belgische film uit 2015, geschreven en geregisseerd door Wim Vandekeybus.

## Verhaal
Een verpleegster ontdekt dat haar partner de vader is van een pasgeboren tweeling. Ze ontvoert het meisje en voedt het zelf op. De tweeling groeit op zonder van elkaars bestaan te weten, het meisje in de middenklasse en het jongetje in een straatbende. Twaalf jaar later kruisen de wegen van de twee kinderen elkaar. Ze voelen zich tot elkaar aangetrokken en ontdekken de waarheid.

## Rolverdeling
| Acteur        | Personage |
| ------------- | --------- |
| Matt Devere   | Frank     |
| Natali Broods | Sarah     |
| Jerry Killick | Sam Lula  |
| Orsi Tóth     |           |

## Productie
Deze film is het langspeelfilmdebuut van de Belgische choreograaf Wim Vandekeybus.